# Unterseeboot U-33 (1914)
Pour les autres navires du même nom, voir Unterseeboot 33.
L'Unterseeboot U-33 est un sous-marin de type U 31 de la Kaiserliche Marine.

## Conception
Les sous-marins de type U 31 étaient des sous-marins océaniques à double coque, similaires aux sous-marins de type 23 et de type 27 par leurs dimensions. Ils n’en différaient que légèrement en termes de propulsion et de vitesse. Ils étaient considérés comme de très bons bateaux de haute mer, avec une manœuvrabilité moyenne et un pilotage facile en surface.
L'U-33 avait une longueur hors tout de 64,70 m. Sa coque pressurisée faisait 52,36 m de long. La largeur du bateau était de 6,32 m, et 4,05 m pour la coque pressurisée. Les U-Boote de type 31 avaient un tirant d'eau de 3,56 m et une hauteur totale de 7,68 à 8,04 m. Les bateaux avaient un déplacement de 685 tonnes en surface et 878 tonnes en immersion.
L'U-33 était équipé de deux moteurs Diesel à deux temps 6 cylindres Germania d’une puissance totale de 1850 ch (1361 kW) pour la navigation en surface, et de deux moteurs électriques à double effet Siemens-Schuckert d’une puissance totale de 1200 ch (883 kW) pour la navigation sous-marine. Ces moteurs entraînaient deux arbres d'hélice avec chacun une hélice de 1,60 m de diamètre, ce qui donnait au bateau une vitesse maximale de 16,4 nœuds (30,4 km/h) en surface et de 9,7 nœuds (18,0 km/h) en immersion. L’autonomie était de 8790 milles marins (16280 km) à la vitesse de croisière de 8 nœuds (15 km/h) en surface, et de 80 milles marins (150 km) à 5 nœuds (9,3 km/h) sous l’eau. La profondeur de plongée maximale était de 50 m.
Le sous-marin était armé de quatre tubes lance-torpilles de 50 cm, deux à l’avant et deux à l’arrière. Il transportait 6 torpilles. De plus, l'U-33 a été équipé en 1915 d’un canon de pont de 8,8 cm SK L/30, qui a ensuite été remplacé par un de 10,5 cm SK L/45. L’équipage du bateau était de 4 officiers et 31 matelots.

## Engagements
L'U-33 sortit des docks de Kiel vers la fin novembre 1914 et rejoignit l’école de Kiel pour des essais en mer avant de se rendre à Emden le 12 janvier 1915. Il était rattaché à la 4e demi-flottille. L'U-33 fut commandé par le Kapitänleutnant Gausser jusqu’à l’automne 1917, puis ce dernier passa sur l'U-156. L’officier commandant suivant fut probablement le Kptlt. Siess.
Les 24 et 25 janvier 1915, l'U-33 était en patrouille dans la baie Allemande, une zone où des croiseurs de bataille ennemis étaient signalés. Le 30 janvier 1915, il part en patrouille anti-sous-marine spéciale mais revient en raison d’un problème de moteur.
Il effectua d’autres patrouilles dans la baie Allemande du 18 au 20 février et du 21 au 22 février 1915.
Le 28 mars 1915, l'U-33 ordonna de s’arrêter au SS Brussels de la Great Eastern Railway. Au lieu d’obéir, son capitaine, Charles Fryatt, ordonna d’avancer à toute vapeur et tenta d’éperonner l'U-33, qui réussit à plonger juste à temps,.
Du 27 février au 10 avril 1915, l'U-33 traversa la Manche et entra dans l’océan Atlantique. Il coula 2 navires à vapeur et 2 voiliers.
Les 29 et 30 mai 1915, il est en mer du Nord, mais doit revenir en raison d’un ballast défectueux.
Du 4 au 24 juin 1915, il est en mer du Nord jusqu’à la côte ouest de l’Écosse. Il coule 2 navires à vapeur et fait une prise.
Du 14 au 17 août 1915, il est en patrouille anti-raid aérien vers Bight.
Du 28 août au 15 septembre 1915, il se dirige vers la Méditerranée. Il coule 5 navires à vapeur.
Arrivé à Cattaro vers le 15 septembre, il rejoignit la demi-flottille de Constantinople.
Du 28 septembre au 9 octobre 1915, il patrouille en Méditerranée orientale. Il coule 10 navires à vapeur.
Du 16 novembre au 6 décembre 1915, il patrouille en Méditerranée centrale Il coule 13 navires à vapeur. Le 5 décembre, il engage le combat avec le dériveur Hollibank dans le canal d'Otrante. Il intercepte un navire grec (donc neutre) entre le Pirée et Messine et fait prisonnier Stanley Wilson, messager du roi.
Le 30 mars 1916, le navire-hôpital russe Portugal remorquait une série de petits bateaux à fond plat pour transporter les blessés du rivage au navire. Au large de Rize, sur la côte turque de la mer Noire, il s’était arrêté alors qu’un des petits bateaux coulait et que des réparations étaient en cours. Le navire ne transportait pas de blessés à ce moment-là, mais avait à son bord un personnel de la Croix-Rouge, en plus de son équipage habituel. L’équipage du navire a vu un périscope s’approcher du navire, mais comme le navire était un navire-hôpital protégé par les conventions de La Haye, aucune manoeuvre d’évitement n’a été entreprise. Sans avertissement, l'U-33 a tiré une torpille qui a manqué sa cible. Le sous-marin a fait demi-tour et a tiré de nouveau, depuis une profondeur de 30 pieds, une torpille qui a frappé le Portugal près de la salle des machines, brisant le navire en deux. Sur les 273 personnes à bord, 158 ont été secourues.
D’avril 1916 à novembre 1916, l'U-33 opérait principalement dans l’est de la mer Noire et était basé à Constantinople ou à Varna. En avril 1917, il était de retour dans la mer Adriatique.
Du 12 janvier au 10 février 1918, il a quitté Cattaro et a opéré en Méditerranée orientale. Il a coulé 2 navires à vapeur et 2 voiliers, et a endommagé (mais pas coulé) 2 navires à vapeur.
Du 1er au 17 mai 1918, il quitta Cattaro pour la Méditerranée orientale. Le 7 mai, il se trouvait dans la région de Port-Saïd. Il a coulé 1 navire à vapeur et 1 voilier, et attaqué succès sans 2 navires et un convoi. Le 8 mai, il livra combat, et le 15 mai il cessa sa mission en raison de pannes.
Du 2 septembre au 26 septembre environ, il quitta Cattaro pour la Méditerranée orientale. Il a coulé 1 navire à vapeur et 12 voiliers.
Le 19 octobre 1918, l'U-33 quitta Cattaro pour Kiel. En route, il fut attaqué par un chalutier armé le 1er novembre à environ 36° 35' E. Il poursuivit sa route vers le nord et par le détroit, à un moment donné avec l'UB-51 et l'UB-105. À la fin de la guerre, l'U-33 s’est rendu aux Britanniques à Harwich le 16 janvier 1919.

## Affectations
- IVe flottille : date de début inconnue au 1er août 1915.
- Flottille de Pola : du 16 septembre 1915 au 11 mars 1916.
- Flottille de Constantinople : du 11 mars au 27 novembre 1916.
- Flottille de Pola / Mittelmeer / Mittelmeer I : du 27 novembre 1916 au 11 novembre 1918.

## Commandants
- Kapitänleutnant Konrad Gansser[8] : du 27 septembre 1914 au 31 mars 1917.
- Kapitänleutnant Gustav Sieß [9] : du 1er avril 1917 au 11 novembre 1918.

## Navires coulés
| Date              | Nom                                 | Nationalité    | Tonnage | Destin.             |
| ----------------- | ----------------------------------- | -------------- | ------- | ------------------- |
| 2 avril 1915      | Pâquerette                          | France         | 399     | Coulé               |
| 4 avril 1915      | Hermes                              | Empire russe   | 1019    | Coulé               |
| 4 avril 1915      | Olivine                             | United Kingdom | 634     | Coulé               |
| 5 avril 1915      | Northlands                          | United Kingdom | 2776    | Coulé               |
| 10 juin 1915      | Dania                               | Empire russe   | 2648    | Coulé               |
| 14 juin 1915      | Davanger                            | Norvège        | 2256    | Coulé               |
| 21 juin 1915      | Sigurd Hund                         | Norvège        | 453     | Capturé comme prise |
| 1 septembre 1915  | Whitefield                          | United Kingdom | 2422    | Coulé               |
| 4 septembre 1915  | Cymbeline                           | United Kingdom | 4505    | Coulé               |
| 4 septembre 1915  | Glimt                               | Norvège        | 955     | Coulé               |
| 4 septembre 1915  | Mimosa                              | United Kingdom | 3466    | Coulé               |
| 4 septembre 1915  | Storesand                           | Norvège        | 1639    | Coulé               |
| 6 septembre 1915  | John Hardie                         | United Kingdom | 4372    | Coulé               |
| 30 septembre 1915 | Tobia                               | Italie         | 185     | Coulé               |
| 1 octobre 1915    | Provincia                           | France         | 3523    | Coulé               |
| 2 octobre 1915    | Arabian                             | United Kingdom | 2744    | Coulé               |
| 2 octobre 1915    | Sainte Marguerite                   | France         | 3908    | Coulé               |
| 3 octobre 1915    | Antonie                             | France         | 2698    | Coulé               |
| 4 octobre 1915    | Craigston                           | United Kingdom | 2617    | Coulé               |
| 4 octobre 1915    | Yunnan                              | France         | 6474    | Endommagé           |
| 5 octobre 1915    | Burrsfield                          | United Kingdom | 4037    | Coulé               |
| 5 octobre 1915    | X130                                | United Kingdom | 160     | Coulé               |
| 6 octobre 1915    | Dimitrios                           | Greece         | 2508    | Coulé               |
| 6 octobre 1915    | Scawby                              | United Kingdom | 3658    | Coulé               |
| 6 octobre 1915    | Silverash                           | United Kingdom | 3753    | Coulé               |
| 7 octobre 1915    | Amiral Hamelin                      | France         | 5051    | Coulé               |
| 18 novembre 1915  | Enosis                              | United Kingdom | 3409    | Coulé               |
| 19 novembre 1915  | Senju Maru                          | Japon          | 4340    | Coulé               |
| 20 novembre 1915  | Merganser                           | United Kingdom | 1905    | Coulé               |
| 23 novembre 1915  | Tafna                               | France         | 1444    | Endommagé           |
| 24 novembre 1915  | Liguria                             | Italie         | 3199    | Coulé               |
| 25 novembre 1915  | Algérien                            | France         | 1767    | Coulé               |
| 26 novembre 1915  | Tringa                              | United Kingdom | 2154    | Coulé               |
| 27 novembre 1915  | Kingsway                            | United Kingdom | 3647    | Coulé               |
| 27 novembre 1915  | Omara                               | France         | 435     | Coulé               |
| 27 novembre 1915  | Tanis                               | United Kingdom | 3655    | Coulé               |
| 29 novembre 1915  | Malinche                            | United Kingdom | 1868    | Coulé               |
| 29 novembre 1915  | Zarifis                             | Greece         | 2904    | Coulé               |
| 30 novembre 1915  | Colenso                             | United Kingdom | 3861    | Coulé               |
| 30 novembre 1915  | Langton Hall                        | United Kingdom | 4437    | Coulé               |
| 1er décembre 1915 | Clan Macleod                        | United Kingdom | 4796    | Coulé               |
| 1er décembre 1915 | Umeta                               | United Kingdom | 5312    | Coulé               |
| 2 décembre 1915   | Commodore                           | United Kingdom | 5858    | Coulé               |
| 30 mars 1916      | Portugal                            | Empire russe   | 5358    | Coulé               |
| 31 mars 1916      | Roi Albert                          | Belgique       | 2853    | Endommagé           |
| 31 mars 1916      | voilier non identifié               | Empire russe   | 7       | Coulé               |
| 3 avril 1916      | Enrichetta                          | Empire russe   | 442     | Coulé               |
| 28 avril 1916     | Lyusya                              | Empire russe   | 50      | Coulé               |
| 28 avril 1916     | Anzhelika                           | Empire russe   | 170     | Coulé               |
| 28 avril 1916     | voilier non identifié               | Empire russe   | 300     | Coulé               |
| 18 septembre 1916 | Petit bateau de pêche non identifié | Empire russe   | inconnu | Coulé               |
| 18 septembre 1916 | Petit bateau de pêche non identifié | Empire russe   | unknown | Coulé               |
| 15 avril 1917     | Cameronia                           | United Kingdom | 10963   | Coulé               |
| 16 avril 1917     | Sontay                              | France         | 7247    | Coulé               |
| 22 avril 1917     | Blaatind                            | Norvège        | 1641    | Coulé               |
| 22 avril 1917     | Maria S.                            | Italie         | 133     | Coulé               |
| 22 avril 1917     | Unione                              | Italie         | 207     | Coulé               |
| 26 avril 1917     | Monitor                             | United Kingdom | 138     | Coulé               |
| 27 avril 1917     | Mafalda                             | Italie         | 162     | Coulé               |
| 27 avril 1917     | Margaret B. Rouss                   | United States  | 701     | Coulé               |
| 28 avril 1917     | Lisetta                             | Italie         | 40      | Coulé               |
| 30 avril 1917     | Chrisomalli Th. Sifneo              | Greece         | 2415    | Coulé               |
| 27 mai 1917       | Beatrice                            | Italie         | 106     | Coulé               |
| 27 mai 1917       | Michele Costantino                  | Italie         | 51      | Coulé               |
| 3 juin 1917       | Greenbank                           | United Kingdom | 3881    | Coulé               |
| 3 juin 1917       | Islandmore                          | United Kingdom | 3046    | Coulé               |
| 7 juin 1917       | Il Dionisio                         | Italie         | 97      | Coulé               |
| 7 juin 1917       | San Antonio                         | Italie         | 13      | Coulé               |
| 26 juillet 1917   | Blanchette                          | Italie         | 280     | Coulé               |
| 26 juillet 1917   | Gesu E Maria                        | Italie         | 196     | Coulé               |
| 27 juillet 1917   | Frigido                             | Italie         | 59      | Coulé               |
| 27 juillet 1917   | Genova                              | Italie         | 3486    | Coulé               |
| 28 juillet 1917   | Splendor                            | Italie         | 6507    | Endommagé           |
| 1 août 1917       | Llandudno                           | United Kingdom | 4187    | Coulé               |
| 4 août 1917       | Angelina T.                         | Italie         | 146     | Coulé               |
| 8 août 1917       | Llanishen                           | United Kingdom | 3837    | Coulé               |
| 9 août 1917       | Flora                               | Italie         | 125     | Coulé               |
| 9 août 1917       | Industria                           | Espagne        | 51      | Coulé               |
| 15 août 1917      | Bandai Maru                         | Japon          | 3,227   | Coulé               |
| 23 janvier 1918   | Capri                               | Italie         | 3899    | Endommagé           |
| 24 janvier 1918   | Antonios J. Dracoulis               | Greece         | 3301    | Coulé               |
| 25 janvier 1918   | Apostoles Andreas                   | United Kingdom | 50      | Coulé               |
| 29 janvier 1918   | Taxiarchis                          | United Kingdom | 160     | Coulé               |
| 31 janvier 1918   | Eggesford                           | United Kingdom | 4414    | Endommagé           |
| 1 février 1918    | Glenamoy                            | United Kingdom | 7269    | Endommagé           |
| 4 février 1918    | Ravenshoe                           | United Kingdom | 3592    | Endommagé           |
| 4 février 1918    | Standish Hall                       | United Kingdom | 3996    | Coulé               |
| 20 mars 1918      | Saint Dimitrios                     | United Kingdom | 3359    | Coulé               |
| 20 mars 1918      | Samoset                             | United Kingdom | 5251    | Coulé               |
| 20 mars 1918      | Yochow                              | United Kingdom | 2127    | Coulé               |
| 20 mars 1918      | Antonios M. Theophilatos            | Greece         | 2282    | Coulé               |
| 31 mars 1918      | La Loire                            | France         | 5343    | Coulé               |
| 5 mai 1918        | Aghios Johannis                     | Greece         | 20      | Coulé               |